# Joanne (песня)
«Joanne» или «Joanne (Where Do You Think You’re Goin’?)» (с англ. — «Джоанн (Куда, по-твоему, ты направляешься?)») — песня, записанная американской певицей Леди Гагой для её пятого студийного альбома Joanne в 2016 году. Альбомная версия песни была выпущена в качестве сингла 22 декабря 2017 года в Италии, а уже в следующем месяце, 26 января 2018 года, была представлена акустическая версия песни. Композиция была написана самой Гагой вместе с Марком Ронсоном, они же выступили и продюсерами. Песня вдохновлена и посвящена покойной тёте Гаги — Джоанн Джерманотте.
Впервые вживую песня была исполнена на премии «Грэмми» в 2018 году, а также она была включена в трек-лист концертного тура Joanne World Tour. В документальном фильме «Гага: 155 см» певица слушает данную песню со своей бабушкой. Музыкальное видео было снято на акустическую версию песни, и оно стало своего рода завершающей главой всех видеоклипов эры Joanne.
На 61-й церемонии «Грэмми» песня выиграла награду в категории «Лучшее сольное поп-исполнение».

## Чарты
| Чарт (2016—2018)                          | Пиковая позиция |
| ----------------------------------------- | --------------- |
| Канада (Billboard Digital Songs)          | 48              |
| Франция (SNEP)                            | 190             |
| Греция (IFPI)                             | 82              |
| Венгрия (Single Top 40)                   | 10              |
| Шотландия (OCC Scotland)                  | 58              |
| Испания (Productores de Música de España) | 14              |
| Великобритания (Official Charts Company)  | 154             |
| США (Billboard Digital Song Sales)        | 50              |